# 玉女親情
《玉女親情》是香港一套1970年代的國語片，此文藝片表現當年的家庭倫理。導演吳家驤、編劇逸芳。演員包括：李菁、邢慧、陳依齡、高寶樹、嚴俊、歐陽莎菲、楊志卿等。

## 故事
在香港島半山區獨立屋居住的五口之家庭，三姊妹唸高中，自己駕車返學，有天大女兒張愛珠(李菁飾)發現自己只是個養女 ，她要找回親生母親。經養父母(嚴俊和歐陽莎菲飾演)的協助下，找到其親母，她是舞廳工作的朱麗(高寶樹飾) 。當留宿親母家時，差點兒給一個流氓(楊志卿飾)強暴。……故事經多方波折，女主角體會到養父養母的親情。

## 特色
歌舞場面是當其時時裝片的特色。所以有三姐妹載歌載舞、畢業生的合唱。

## 外部連結
- 香港影庫上《玉女親情》的資料（繁體中文）
- 时光网上《玉女親情》的資料（简体中文）
- 豆瓣电影上《玉女親情》的資料 （简体中文）
- 互联网电影数据库（IMDb）上《玉女親情》的资料（英文）